# 加藤泰統
加藤 泰統（かとう やすむね）は、江戸時代中期の大名。伊予国大洲藩4代藩主。官位は従五位下・出羽守。

## 略歴
元禄2年（1689年）10月9日、3代藩主・加藤泰恒の次男として大洲にて誕生。幼名は巳之助。左門。
正徳5年（1715年）、父の死去により跡を継いだ。しかし度重なる風水害で大洪水が起こり、さらに城下町の火災も相次ぐなどして藩政は多難に見舞われ、藩財政は窮乏化した。このため、税制改革や藩債の発行、御用銀の供出などを行なったが、あまり効果は無かった。
享保12年（1727年）6月24日に死去した。享年39。跡を長男の泰温が継いだ。法号は顕徳院殿恵紹明大居士。墓所は大洲市柚木の冨士山如法寺。

## 系譜
- 父：加藤泰恒（1657-1715）
- 母：不詳
- 正室：厚岸院 - 中川久通の娘
  - 長男：加藤泰温（1716-1745）